# Суарес, Мигель
Хосе Мигель Суарес Ариас (исп. José Miguel Suárez Arias) (21 октября 1909, Толука-де-Лердо (ныне входит в состав Мехико), Мексика — 26 февраля 1993, Мехико Мексика) — мексиканский актёр театра и кино, запомнившийся зрителям как актёр, исполнявший роли адвокатов, священных отцов, судей и юристов.

## Биография
Родился 21 октября 1909 года в Толуке-де-Лердо. В мексиканском кинематографе дебютировал в 1954 году и с тех пор снялся в 79 работах в кино и телесериалах. Сначала снимался в фильмах, а с появлением в Мексике телесериалов переключился на них, параллельно снимался в фильмах. Также параллельно играл в театре и сыграл роли в ряде спектаклях.
Скончался 26 февраля 1993 года в Мехико.

## Фильмография

### Телесериалы
- 1958 —
  - Гутьерритос — Мистер Фернандес-Яньес.
  - Запретная тропа
- 1959 — Моя жена разводится
- 1963 — Непрощённый
- 1967 — Наваждение
- 1968 —
  - Женская тюрьма
  - Легенды Мексики
  - Лидеры — Аскарате.
- 1969 —
  - На смену тоске
  - Слабина
- 1971 — Тень Лусии
- 1972 — Молодая женщина
- 1973 —
  - Возлюби ближнего своего
  - Отверженные
- 1974 — Злоумышленница
- 1975 — Бедная Клара — Альфаро.
- 1977 — Месть
- 1980 — Певица — Дедушка.
- 1981 — Подаяние любви — Дон Хорхе.
- 1987 —
  - Непокорная — Сальседо.
  - Общество скупцов — Падре Гонсало.
- 1989-90 — Просто Мария — Судья.
- 1990-91 — Сила любви — Ансельмо.
- 1991 —
  - В лезвие смерти — Антонио.
  - Пойманная — Дон Фернандо.

### Фильмы
- 1954 — Не пропусти любовь
- 1956 — Прелюбодейка — Падре Рамос.
- 1957 —
  - Город детей — Доктор.
  - С Новым годом, моя любовь — Педро, дворецкий.
- 1958 — Люби ближнего своего — Папа Сонии.
- 1959 —
  - Бродяга и миллионер — Доктор Моран.
  - Мои родители разводятся — Адвокат Дианы.
  - Молодой человек с тележкой — Валерио Конде.
- 1960 —
  - Аист сказал да
  - Боль от оплаты аренды — Дон Просперо.
  - Неистовое лето — Доктор.
- 1961 —
  - Бронко Рейноса
  - Молодые люди — Друг Рауля.
- 1962 —
  - Материнский грех — Падре Ромеро.
  - Ткач чудес — Дон Синфо.
- 1963 — Северянин
- 1965 — Вороны в трауре — Кура.
- 1967 — Женщины, женщины, женщины
- 1968 —
  - Новый способ любви
  - Храбрый патруль
- 1969 —
  - Когда дети уходят — Дон Франсиско
  - Любовь и все такое
  - Нечистые
- 1970 — Прикрой меня собой
- 1971 —
  - Негодяй
  - Однажды, человек...
- 1972 —
  - Мануэль Сальдивар, техасец
  - Никто не будет любить тебя так, как я
- 1973 — Дьявол ходит среди монахинь — Епископ.
- 1974 — Чёрный - красивый цвет
- 1978 — Тяжело, но безопасно — Дон Руперто Магальон Гарсия.
- 1979 — Феномен футболиста — Коронель Мартинес.
- 1981 — Да здравствует Тепито! — Дон Косме.
- 1983 —
  - Банда в чёрной рясе
  - Да здравствует ливень!
- 1984 — Загнанный в угол — Папа Ауроры.
- 1986 — На грани закона: Спасательная миссия — Адвокат.
- 1990 —
  - И ты кто такой?
  - Твоя чёртовая любовь